# لي ديزموند
لي ديزموند (بالإنجليزية: Lee Desmond)‏ (22 يناير 1995 في جمهورية أيرلندا - ) هو لاعب كرة قدم أيرلندي في مركز الدفاع. شارك مع منتخب جمهورية أيرلندا تحت 21 سنة لكرة القدم. أما مع النوادي، فقد لعب مع باتريك أتلتيك ونادي شيلبورن.

## وصلات خارجية
- لي ديزموند على موقع قاعدة بيانات كرة القدم.إي يو (الإنجليزية)
- لي ديزموند على موقع Soccerway.com (الإنجليزية)